# Sanshou
Sanshou, sanda of Xanda, is een vorm van Chinese zelfverdedigingskunst en vechtsport. Het bestaat uit het vrije gevecht (freefighten) en bevat diverse onderdelen van stijlen binnen het wushu. Het lijkt enigszins op het nieuwere BJJ en kan een goede basis zijn voor MMA.
Sanshou is in de jaren zestig van de twintigste eeuw in opdracht van de Chinese overheid ontwikkeld door het Chinese leger. Dit in navolging van hun ervaringen tijdens de Koreaanse Oorlog. 
Hierbij werden diverse traditionele stijlen bestudeerd, en werd hieruit een keuze gemaakt, gecombineerd met moderne inzichten. Men kan het sanshou dan ook zien als een moderne vorm van wushu, waarin men heeft gepoogd de essentie van diverse traditionele stijlen te combineren.
Als ongewapende zelfverdedigingskunst is sanshou compleet, aangezien het worpen, klemtechnieken, wurgtechnieken, trappen, slagen, stoten, enzovoorts kent.
Sanda is een vol contact competitiesport. Door de trappen en stoten lijkt het erg op kickboksen en wordt het soms ook 'Chinees kickboksen' genoemd.
Het sanda is de sportieve kant van sanshou, waarbij er strikte regels gelden ten aanzien van de technieken die mogen worden toegepast. Het sanda wordt beoefend in toernooien. Hierbij zijn bepaalde technieken die wel deel uitmaken van de zelfverdedigingskunst, zoals elleboogstoten, verwurgingen en armklemmen, niet toegestaan, met uitzondering van ‘X-treme’ sanda. Verder is het mogelijk te winnen door de tegenstander uit de ring te laten belanden, wat bij zelfverdediging uiteraard een onbelangrijk criterium zou zijn. Oorspronkelijk hoort de ring of mat een platform van acht bij acht meter te zijn en zestig cm hoog. Dit stelt een berg of een dak van een gebouw voor.
Toegestane technieken zijn stoten, trappen en worpen. Er kan ook gewonnen worden door K.O. of op punten. Sanda wordt beoefend met hoofd- en borst bescherming, scheenbeschermers, bitje en bokshandschoenen. Er is ook ‘X-treme’ sanda, dit is zonder borst, hoofd- en scheenbeschermers, hier zijn vaak ook knie- en elleboog technieken toegestaan. Bij trainingen worden soms hoge worpen op dikke matten getraind. Vaak komt de tegenstander aanrennen, of in tempo aanlopen, waardoor men van deze snelheid gebruik kan maken, om degene zo hoog of ver mogelijk te werpen. In de praktijk is dit niet logisch, alleen zeer gevorderde beoefenaars zouden dit kunnen gebruiken.

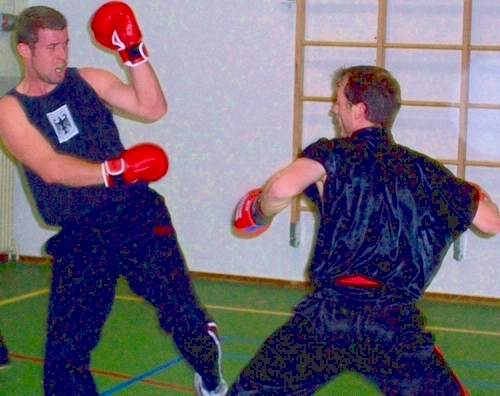
Menne van der Bent (l) en Tony Wittebol (r)
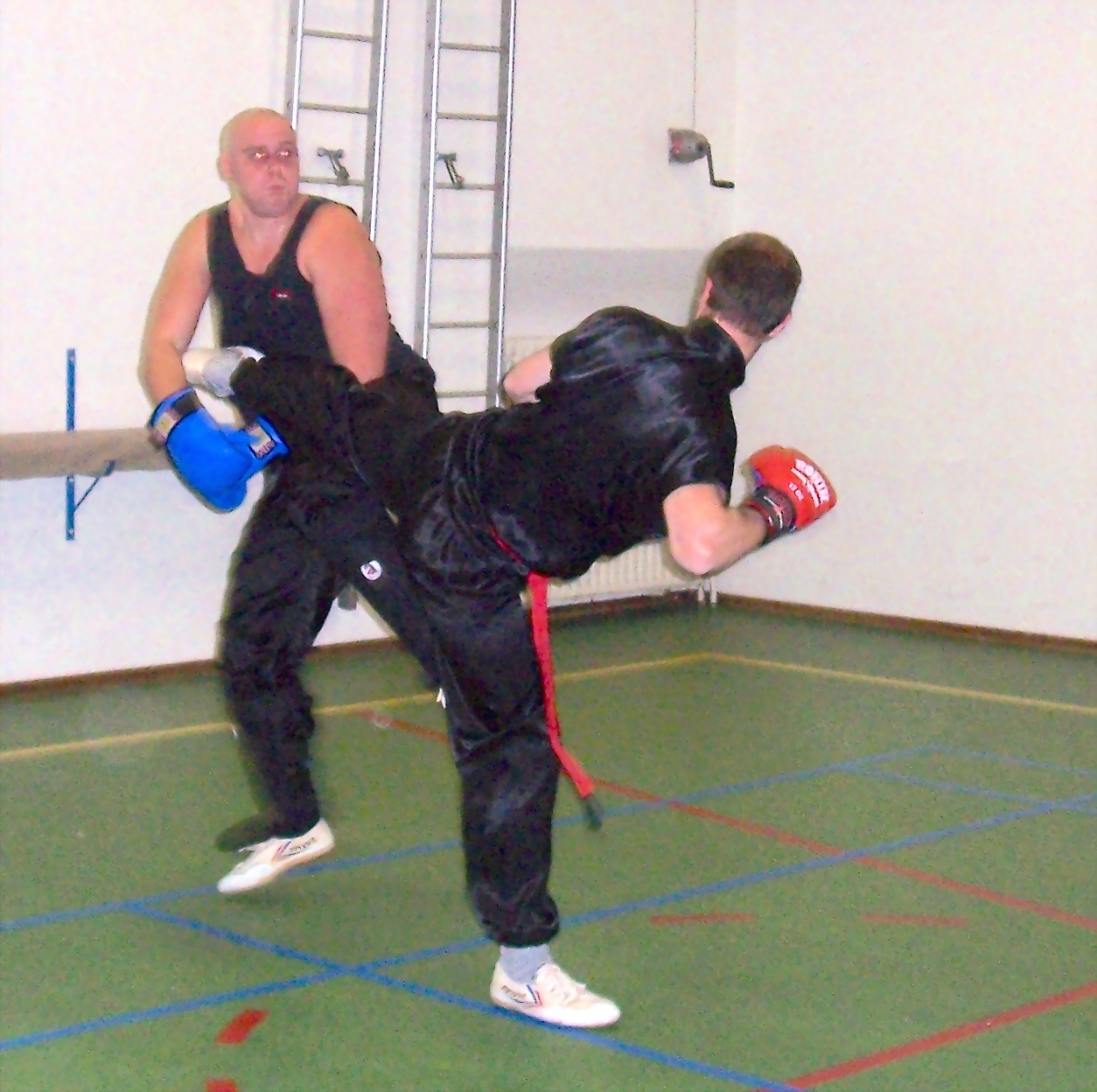
Oefengevecht met goedgeplaatste trap, die lichtelijk geblockt wordt. Rechts: instructeur (rode sjerp) Tony Wittebol